# Tovangsbrug
Tovangsbrug er et dyrkningssystem i landsbyfællesskabets tid, hvor bymarken opdeles i to halvdele med lige mange års dyrkning og hvile. Tovangsbrug fandtes i flere variationer, den enkleste var en 2-årig rotation, byg-fælled (ofte med en rughave), det vil sige rotation 1/1, men desuden forekom rotationerne 2/2, 4/4 og variationer med tre vange, hvoraf de to havde tovangs rotation mens en vang blev besået årligt.
Tovangsbrug var udbredt på Hedeboegnen vest for København og i det sydlige Bårse herred på Sjælland, på Langeland, i Båg herred på Fyn (se Lillebæltsystemet), på Samsø, nord og syd for Vejle fjord samt syd for Århus i Jylland.